# Tasmania
Tasmania (közelítő ejtése tazmánia), korai európai nevén Van Diemen-föld Ausztrália szövetségi állama, az ausztrál kontinenstől délre, a Nagy-Ausztráliai-öböltől keletre, a Tasman-tengertől nyugatra helyezkedik el. Az ausztrál szárazföldtől a legszűkebb részén mintegy 130 km széles Bass-szoros választja el. 
Tasmania a 26. legnagyobb területű sziget a világon. Nyugatról az Indiai-óceán, keletről a Csendes-óceán melléktengere, a Tasman-tenger övezi, és több apró sziget veszi körül. Új-Zéland a sziget keleti csücskétől kb. 1500 km-re keletre található. 
Tasmania az egyetlen ausztrál szövetségi állam, amelynek területe nem az ausztrál kontinensen található és egyben a legkisebb területű szövetségi állam. Népessége 2008 decemberében meghaladta a 500 000 főt, területe 68 332 km² (Magyarország területének majdnem ¾-e).
Területének 40%-a védettség alatt áll, 20%-a a világörökség része. A szigetállam fővárosa és legnagyobb városa Hobart, lakossága túllépte a 200 000 főt (2008. december, ABS).

## Földrajz
Tasmania Ausztrália egyetlen olyan állama, amely nem a szárazföldön helyezkedik el: a Bass-szoros választja el földrésztől. Nyugaton a Nagy Ausztrál-öböl, keleten a Tasman-tenger határolja. A fő szigeten kívül még legalább 1000 szigetből áll partjai mentén. Legmagasabb pontja az 1617 méter magas Mount Ossa. A fennsíkok és hegyek bő vizű folyóknak adnak otthont. A szigetet körülvevő óriási víztömeg buja esőerdőket hozott létre, különösen nyugaton. A nem túl magas hegyek inkább fennsíkokat alkotnak, esőárnyékolásuk nem jelentős, bár teljesen nem is elhanyagolható, de a délről jövő hidegfrontok hatására az elsivatagosodás mint jelenség nem létezik annak ellenére sem, hogy a keleti területek 80%-kal kevesebb csapadékot kapnak a nyugatiaknál. A sarkvidék közelsége az éghajlaton keresztül az élővilágot is meghatározza: az Ausztráliában jellemző sivatagok itt gyakorlatilag nem léteznek, a kipárolgás egész évben alacsony, emiatt a terület nagy része zöld. Nyugaton és a hegyekben meghatározó növényzet a mérsékelt égövi esőerdő, annak is legjellemzőbb növényfajai: az eukaliptusz és a déli bükk.

## Éghajlat
Tasmania az Ausztrál Államszövetség leghidegebb területe. Éghajlata mérsékelt égövi hideg óceáni éghajlat, ahol a négy évszak élesen elkülönül egymástól. A nyár decembertől februárig tart, az óceán átlagos maximális hőfoka ekkor elérheti a 21 fokot, Launceston közelében pedig akár a 24 fokot is. A szárazföldi területek többségén a nyár hűvös, Central Plateau-ban lévő Liawenee esetében mindössze 4 és 17 fok között alakul a februári hőmérséklet. A tél a partok mentén hűvös, a szárazföld belsejében pedig nagyon hideg rendszeres fagyokkal és sűrű havazással, különösen a hegyvidékeken. A délről érkező hidegfrontok hatására a tél gyakran elhúzódik: bár a szeles tavasz szeptembertől novemberig tart, októberig még rendszeresek a havazások. Az ősz márciustól májusig tart, nyugodt és kellemes időjárással. Az őszi lombelszíneződést őshonos fajként egyedül a déli bükk képviseli egész Ausztráliában, levelei sárgára festődnek az ősz folyamán. A sarki fény rendszeresen megfigyelhető jelenség az éjszakai égbolton.  

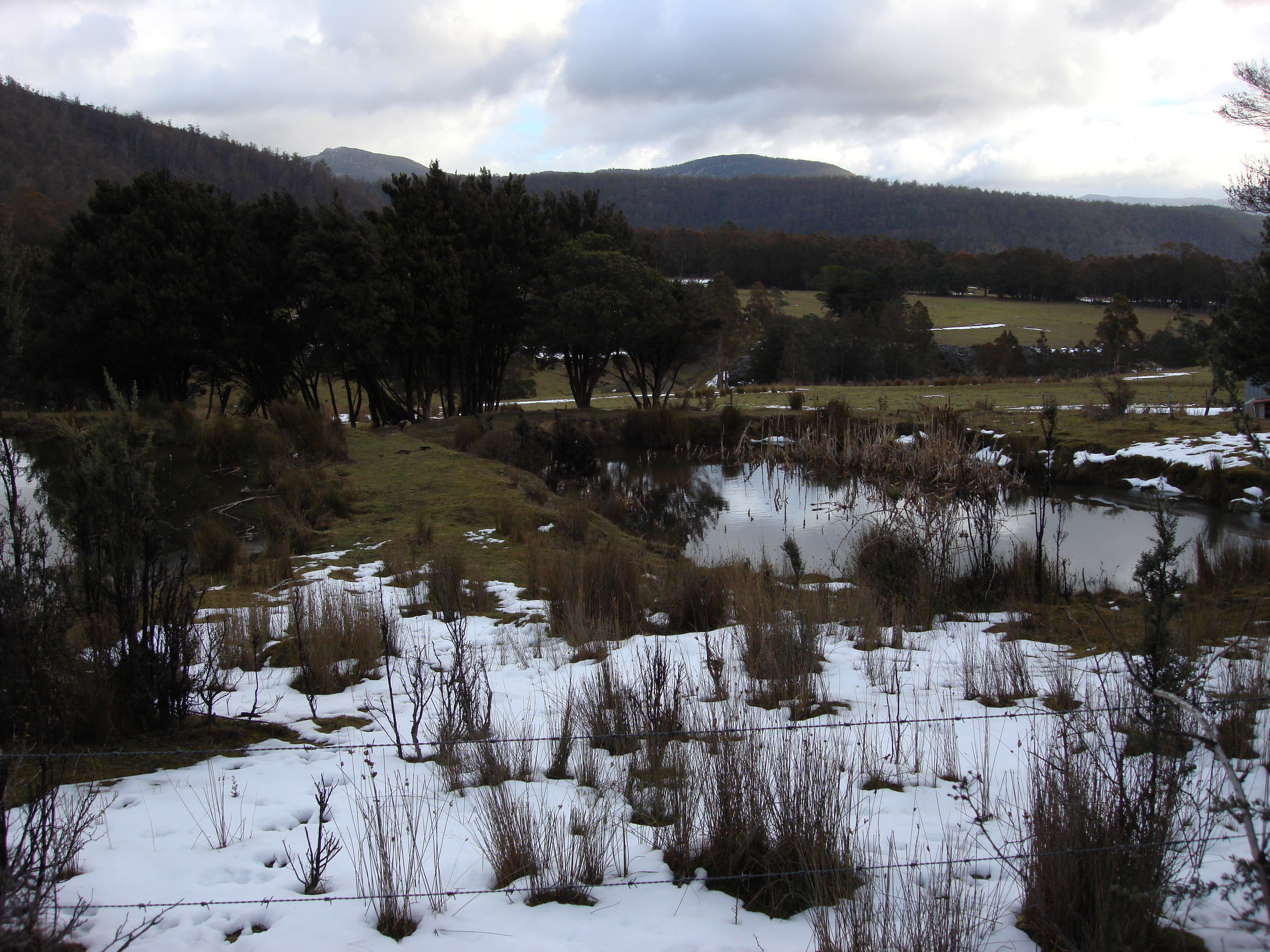
Olvadás a Mount Wellington hegységben

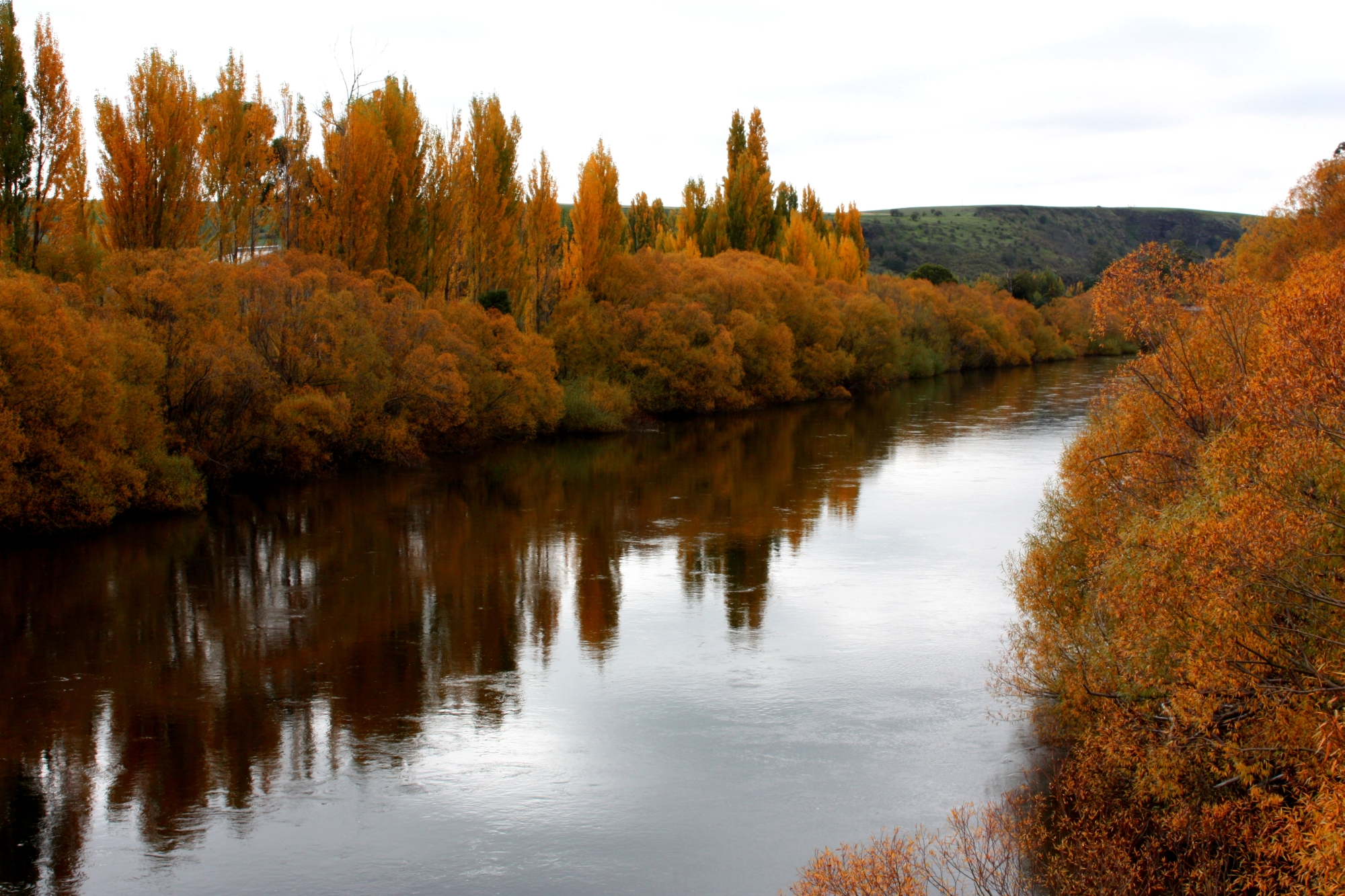
Ősz Tasmaniában

## Történelem
Tasmania őslakos népessége 10 ezer éven keresztül, az európaiak 19. századi megjelenéséig elszigetelten élt az ausztrál bennszülöttektől.
Abel Janszoon Tasman a Holland Kelet-indiai Társaság felfedezője 1642. november 24-én pillantotta meg Tasmania nyugati partját, amelyet Anthony Van Diemen, Holland Kelet-India főkormányzója után Van Diemen-földnek nevezett el. A szigetet körbehajózta, az időjárás miatt azonban kikötésre alkalmatlannak bizonyult. Végül azonban december 3-án a zászlókitűzéssel hivatalosan is birtokba vette a területet. Az angolok megérkezésekor még 8000 bennszülött élt Tasmaniában.
George Augustus Robinsont a 19. században az akkori gyarmati kormány azzal bízta meg, hogy tegye művelésre alkalmassá a földeket az európai telepesek számára. Az őslakosok száma 1850-re 47-re csökkent.
Tasmania bennszülött lakosságának majdnem pusztulását számos történész, köztük Robert Hughes, James Boyce, Lyndall Ryan, Tom Lawson, Mohamed Adhikari, Benjamin Madley és Ashley Riley Sousa, népirtásnak minősítették. A népirtás fogalmát elsőként meghatározó Raphael Lemkin, a Tasmaniában történteket egyértelmű népirtásnak tartja.
A sziget fővárosa Hobart, amelyet 1804-ben alapítottak, és Ausztrália második legrégebbi városa. A Derwent folyó két partján terül el. Más nagyobb városai: Launceston északon, Devonport és Burnie északnyugaton. A déli sarkkör közelében fekvő (szubantarktikus) Macquarie-sziget szintén a tasmaniai közigazgatás alá tartozik.
Tasmania változatos tájaival és természeti szépségével igen népszerű turisztikai célpont. A sziget nyugati harmada észak–déli irányban szinte érintetlen ősvadon, rohanó folyókkal, nagy hegyekkel és helyenként áthatolhatatlan erdőséggel. Tasmania közepe síkságra emlékeztet, a keleti partja pedig inkább strandoló embereknek való. Annak ellenére, hogy a szigeten hajdan Nagy-Britannia fegyenctelepeket tartott fenn a száműzött bűnözők számára, Tasmania ma Ausztrália egyik legnyugodtabb állama.
Ausztrália függetlenedését Tasmanián is támogatták, mindez megváltozott, amikor az ausztrál kormány által bevezetett szabadkereskedelmi törvények sokat ártottak a sziget gazdaságának. A nehézségek tetőzése az 1920-as években volt, amely erősítette a tazmán függetlenségi törekvéseket, s melynek több helyi párt és szervezet is hangot adott. A polgári lakosság körében 1928-ra gyakorlatilag általános volt az elszakadás támogatása. Thomas Murdoch ugyanebben az évben indítványozta a sziget törvényhozó tanácsában, hogy írjanak ki népszavazást a kérdésben, javaslatát azonban nem fogadták el.[forrás?] Az ausztrál kormány az 1933-ben megszavazott, jelentős összegű pénzügyi támogatásokkal leszerelte az elszakadási törekvéseket.
Évtizedeknek kellett eltelnie, hogy Tasmania függetlenségének kérdése újból napirendre kerüljön. Az 1980-as években Tasmania Szövetségi Állam akkori elnöke, Douglas Ackley Lowe vetette fel egy referendum lehetőségét, míg az ellenzékben politizáló Robin Gray az önkormányzati jogok kiszélesítését javasolta.
Az 1990-es években megalakult a First Party of Tansania nevű frakció, amely a sziget függetlenségének szószólója volt, mára megszűnt.

## Élővilág, természetvédelem

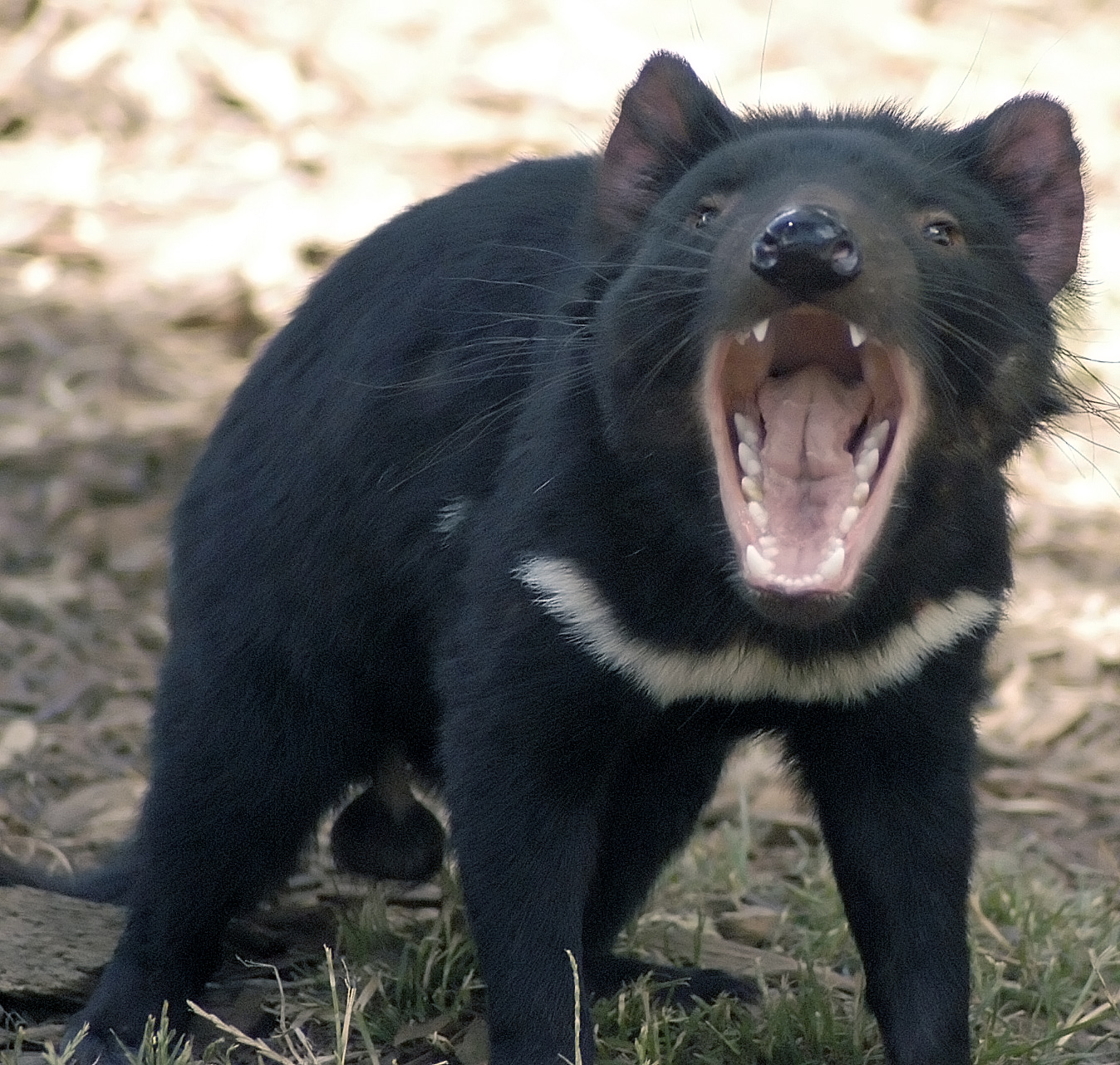
Az erszényes vagy más néven tasmán ördög (Sarcophilus harrisii)

### Növényzet
A sziget nagy részét mérsékelt égövi esőerdő borítja, igen magas az őshonos nyitvatermők fajszáma.

### Állatvilág
A tojásrakó emlősök pl. a kacsacsőrű emlős, és az erszényes emlősök, pl. az tasman ördög, a kihalt erszényesfarkas jellemzőek.

### Természetvédelem
A szigeten 19 nemzeti park található; a nyugat-tasmaniai nemzeti parkok, közöttük a Southwest Nemzeti Park, a világörökség részét képezik.

## Oktatás
A szigeten egy egyetem található.

## Gazdaság
Tasmania területének több mint 27%-án folyik mezőgazdasági termelés, különösen jelentős az élelmiszer-alapanyagok termesztése és a borászat. A törvényileg szabályozott, szigorú állami ellenőrzés alatt álló tasmaniai máktermesztés és az arra épülő feldolgozóipar világviszonylatban is jelentős, a gyógyászati felhasználású kodein- és morfiumtermékek 51%-át állítják itt elő. A bányaművelés főleg a réz, arany, cink és ón bányászatára épül. További komoly bevételt jelent az erdészet, a hajóépítés, a külföldről és a fősziget felől érkező idegenforgalom.

## Magyar vonatkozású emlékhelyek, nevezetességek
- Hobart belvárosában a Murray és a Tasma utca kereszteződésénél, egy csendes ligetes parkban áll az 1956-os forradalom gránit emlékköve, melyet a tasmaniai magyarság állított. A március 15-i megemlékezéseknek is méltó színhelyévé vált.
- A belvárosi zsinagóga, mely a National Heritage (Nemzeti Örökség) elismerését is megkapta, egy kivándorolt magyarhoz is köthető. 1834-ben a magyarországi születésű Friedman Izsák, Londonból Hobarton keresztül hajózott Sydneybe. Ő volt az első magyar, akiről feljegyezték, hogy Ausztráliába, Tasmaniába települt. Kereskedelemmel foglalkozott, Hobartban telepedett le végleg, és az első ausztráliai zsinagógát tervező és felépítő bizottság alapító tagja és anyagi támogatója volt.
- International Wall of Friendship. A belvárosi süllyesztett emlékkertben, a Nemzetek Közötti Barátság Falán a helyi magyarság 1987-ben helyezett el egy márvány emléktáblát. A falba illesztett, magyar címerrel díszített plakett a kicsi tasmaniai magyar közösség minden tagja számára a barátság megőrzésének jelképét jelenti. 188 Collins Street, Hobart.
- Kabay János magyar természettudós emlékműve, a sziget északi részén, Devonport városában. A vegyész, majd nagyiparos részt vett az egészségügyi használatra alkalmas morfiumszármazékok mákból való előállításának kidolgozásában. A tasmaniai máktermelők és a mákfeldolgozó nagyiparosok állították hálából a modern emlékművet Kabay János emlékére. Cim: Victoria Parade, Poppy Sculpture Memorial.